# (1302) Werra
(1302) Werra ist ein Asteroid des Hauptgürtels, der am 28. September 1924 von dem deutschen Astronomen Karl Wilhelm Reinmuth an der Landessternwarte Heidelberg-Königstuhl der Universität Heidelberg entdeckt wurde.
Der Asteroid ist nach dem deutschen Fluss Werra benannt.